# Навколосвітня подорож Чарлза Дарвіна

Маршрут навколосвітньої подорожі «Бігля», 1831—1836 роки

Навколосві́тня по́дорож Ча́рлза Да́рвіна — подорож Чарлза Роберта Дарвіна на кораблі «Бігль» у 1831—1836 роках, завдяки якій учений започаткував еволюційне вчення, поставивши біологію на досить міцну наукову основу. Поряд із відомими науковими експедиціями XIX століття ця мандрівка під командуванням капітана Роберта Фіцроя займає одне з видних місць. В історії географічних відкриттів особливе значення подорожі надають роботи зі знімання місцевості для нанесення на мапу точних берегових обрисів південної частини Південної Америки та течії річки Санта-Крус. Однак всесвітню славу «Бігля» пов'язують саме з Чарлзом Дарвіном.

## Передумови подорожі
Завдання, поставлені британським Адміралтейством в офіційних документах, Дарвін сформулював у своєму «Щоденнику досліджень». Першим завданням була детальна зйомка східних і західних берегів Південної Америки та прилеглих островів. На основі цього знімання експедиція мала скласти точні морські мапи, які б полегшили плавання кораблів у цих водах. З п'яти років плавання «Бігля» більшість часу й була витрачена саме на це. Корабель перебував біля східних і західних берегів Південної Америки 3,5 року — з 28 лютого 1832 до 7 вересня 1835 року. Капітан Фіцрой доставив в Адміралтейство понад 80 мап різних частин узбережжя та островів, 80 планів бухт і гаваней з вказанням усіх якірних зупинок і 40 малюнків-пейзажів відвіданих місць.
Друге завдання полягало у створенні ланцюга хронометричних вимірів у послідовному ряді точок навколо земної кулі для точного визначення меридіанів цих точок. Саме для виконання цього завдання «Бігль» й повинен був здійснити навколосвітню подорож: переконатись у правильності хронометричного визначення довготи можна при умові, що визначення за хронометром довготи будь-якої вихідної точки збігатиметься з такими ж визначеннями довготи цієї точки, що проводилось по поверненню до неї після перетину земної кулі.
Ці завдання досить відкрито засвідчували істинні цілі, які ставив британський уряд, споряджаючи дорогі експедиції. «Володарка морів», яка втратила північноамериканські колонії, направила свої устремління на Південну Америку. Продовжуючи стару боротьбу з колись могутньою Іспанією, Велика Британія в першій третині XIX століття вирішила використати внутрішні дослідження в латиноамериканських республіках, які нещодавно оголосили себе незалежними.

## Підготовка до подорожі

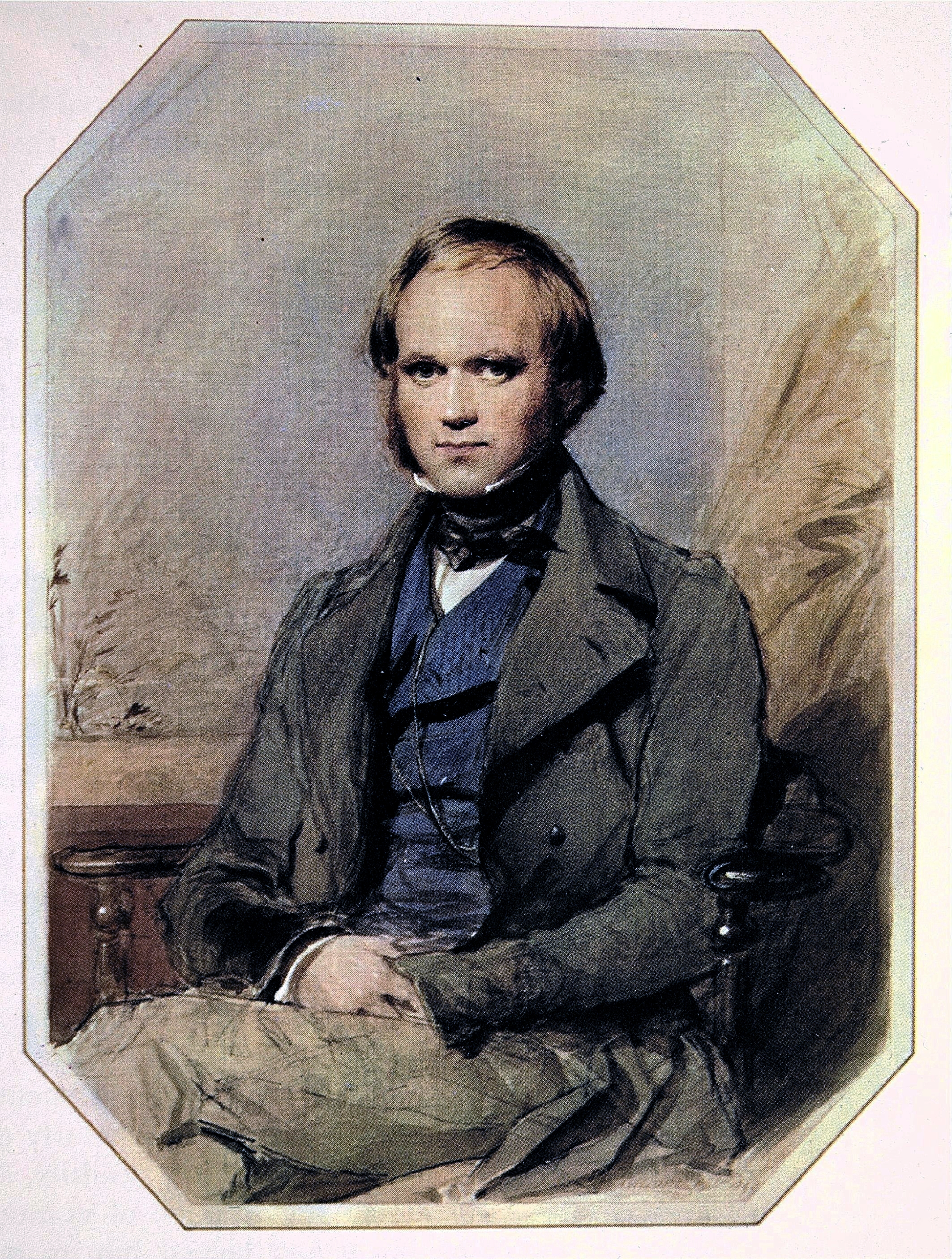
Чарлз Дарвін

Чарлзу Дарвіну було тоді 23 роки, він був достатньо підготовленим, допитливим та енергійним натуралістом, а після подорожі повернувся вже вченим, який стояв на порозі відкриття головних закономірностей розвитку життя на Землі.
Узяти участь у подорожі Дарвіну запропонував професор Генсло у зв'язку з тим, що астроном із Кембріджського університету професор Дж. Пікок, до якого звернулись з проханням рекомендувати натураліста на «Бігль», не зміг знайти потрібної людини й просив допомогти. В листі до Дарвіна від 24 серпня 1831 року Генсло писав:
| Я заявив, що вважаю Вас з усіх, кого знаю, найбільш підходящим для цієї цілі. Я стверджую це не тому, що бачу у Вас закінченого натураліста, а з тієї причини, що Ви досить спеціалізувались в колекціонуванні, спостереженні й можливості відмічати все те, що заслуговує бути відміченим в природній історії... Не впадайте через скромність в сумніви або перестороги щодо своєї нездатності, бо - запевняю Вас - я впевнений, що Ви саме та людина, яку вони шукають. |
Дарвін прибув до Лондона для перемовин із Фіцроєм. Деякий час капітан не давав йому відповіді щодо своєї згоди на його кандидатуру. Дарвін дізнався, що дуже серйозно ризикував бути відторгнутим через форму свого носа. Фіцрой, гарячий послідовник Лафатера, вважав себе тонким фізіономістом і «був впевнений, що може судити про характер людини за рисами її лиця». Він сумнівався, чи має людина з таким носом, як у Дарвіна, досить енергії та рішучості для здійснення подорожі. На початку вересня Чарлза все-таки включили до складу експедиції. Однак йому довелося самому придбати собі все екіпірування, до того ж він не отримував заробітної платні. Британський уряд, споряджаючи експедицію, не хотів брати на себе жодної турботи про натураліста, вважаючи не обов'язковою його присутність у складі експедиції. Але на присутності такого вченого наполягав сам Фіцрой.

## Бриг «Бігль»

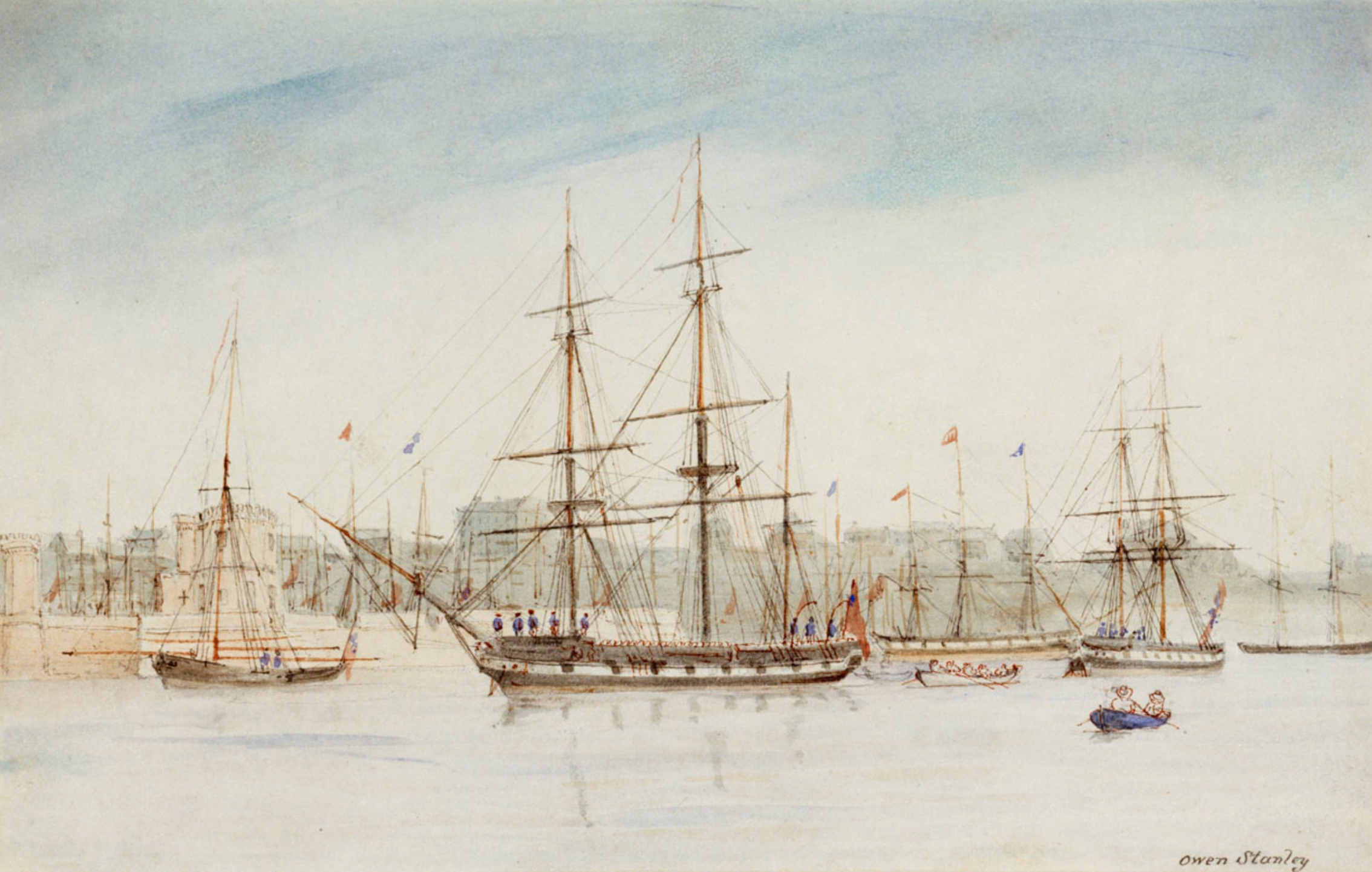
Корабель «Бігль»

«Бігль» був добре збудованим невеличким бригом водомісткістю 235 тонн. Оснащений 6 гарматами. До цієї подорожі корабель плавав тими ж водами у 1826-1830 роках з кораблем «Едвенчер». По закінченні експедиції Чарлза Дарвіна він зробив ще два плавання:
- 1837—1841 роки під командуванням Джона Вікема для гідрографічного знімання північного узбережжя Австралії та долин тамтешніх річок;
- 1841—1843 роки під командуванням Джона Стокса для гідрографічного знімання берегів Нової Зеландії.

У 1845—1870 роках «Бігль» ніс берегову службу в Саутенді, в гирлі річки Темза.

## Склад експедиції
До складу експедиції входили:

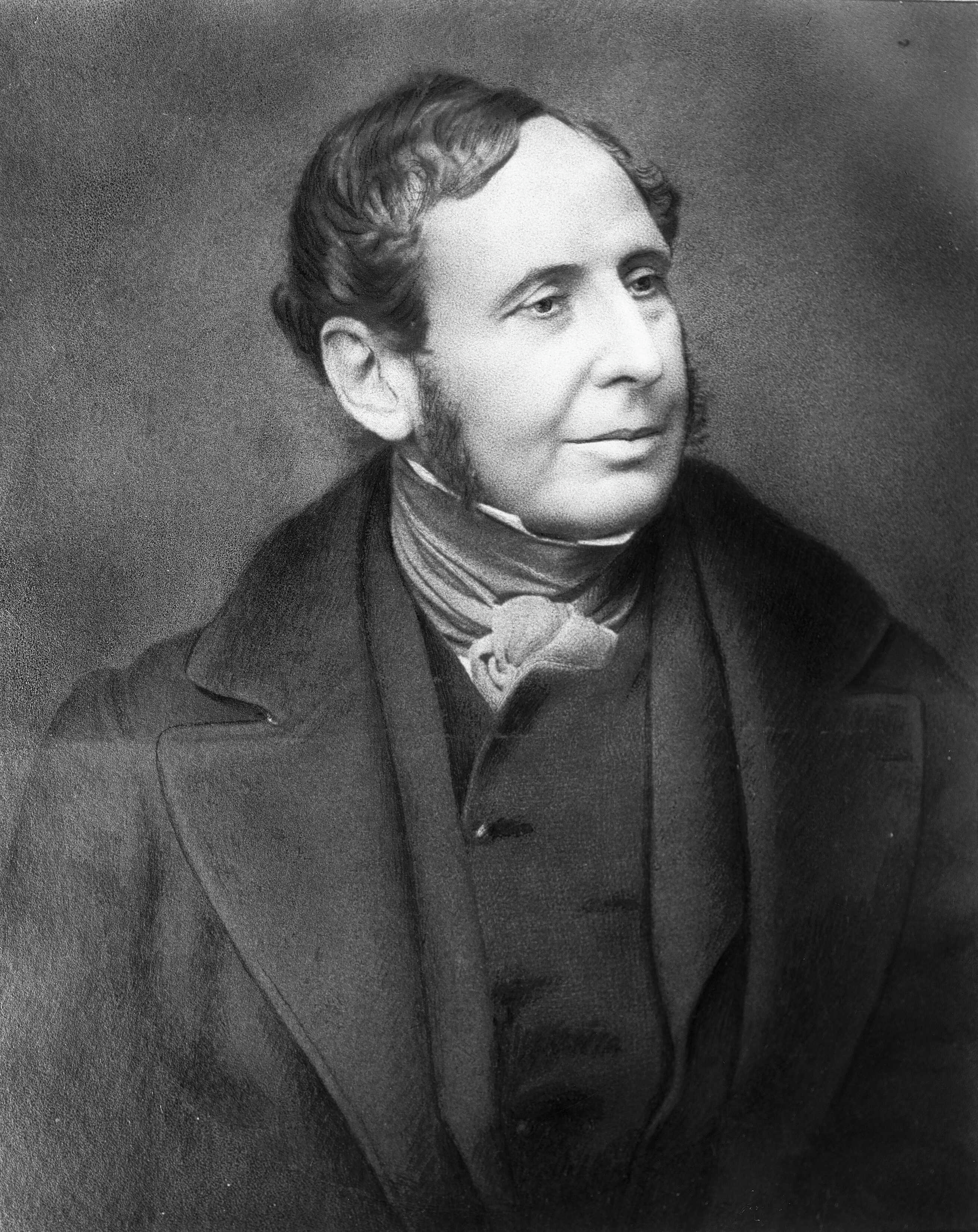
Капітан Роберт Фіцрой.

- капітан корабля, начальник експедиції та керівник зйомок — Роберт Фіцрой;
- 2 лейтенанти — Джон Вікем та Бартоломью Джон Салівен;
- помічник керівника знімання штурман Джон Стокс;
- лікар Бенджамін Байно;
- команда корабля з 10 офіцерів, боцман, 42 матроси та 8 юнг;
- натураліст Чарлз Дарвін;
- інструментальний майстер Джон Стеббінг, якого запросив сам капітан і особисто виплачував йому платню;
- художник та кресляр Огастас Ерл[en], якого в Монтевідео замінив через хворобу Конрад Мартенс;
- місіонер Р. Маттьюс, який прямував на Вогняну Землю для насадження християнства серед туземців;
- три тубільці з Вогняної Землі, вивезені Фіцроєм у попередню експедицію.

## Подорож

### Через Атлантичний океан
27 грудня 1831 року корабель «Бігль» вийшов з порту міста Девонпорт, Велика Британія, після того, як двічі не міг розпочати плавання через сильні південно-західні вітри. 6 січня 1832 року експедиція прибула до острова Тенерифе в групі Канарських островів, але висадитись на берег не мала змоги через засторогу щодо захворюваності місцевих жителів на холеру. Постоявши на рейді деякий час, вони рушили далі, і вже 16 січня прибули до острова Сантьягу, що в групі островів Зеленого Мису, й кинули якір біля міста Порто-Прая. Дарвін провів огляд острова, описав його геологію та рельєф:
| З моря околиці Порто-Прая виглядають пустельними. Вулканічний вогонь минулих віків і бурлива спека тропічного сонця зробили ґрунт в багатьох місцях непридатним для рослинності. Місцевість поступово піднімається пласкими уступами, по яких розкидані деінде конічні пагорби з затупленими вершинами, а на горизонті тягнеться неправильний ланцюг більш високих гір... |
Натураліст проводив дослідження тамтешніх птахів та тварин. Разом із двома офіцерами спочатку провів екскурсію до селища Рібейра-Гранді, що в долині Святого Мартіна, де вони оглянули руїни фортеці й собору, та церкву, де були могили місцевих губернаторів XV–XVI століть. Пізніше Дарвін здійснив похід до селищ Сан-Домінгос (в центрі острова) та Фуентес, де зробив опис місцевих птахів. На острові Сантьягу Дарвін дослідив пил, що опадає зранку після туману, і визначив, що він складається з інфузорій з кремнієвими панцирами та кремнієвої рослинної тканини. Перед від'їздом він провів спостереження за місцевими морськими тваринами, зокрема восьминогами. 8 лютого експедиція покинула Кабо-Верде й 16 лютого досягла скель Святого Павла, де й стала на дрейф. Дарвін спостерігав за місцевими птахами, що гніздились на скелях, та іншими тваринами. Зробивши опис і спостереження скель, прийшов до думки, що вони утворились завдяки кораловим рифам (це спостереження дало початок книзі «Будова та розподіл коралових рифів»). 17 лютого експедиція перетнула екватор.

### Бразилія
20 лютого експедиція прибула до вулканічного острова Фернанду-ді-Норонья, де Дарвін зробив опис флори та фауни, дослідив його геологію. Через тиждень, 28 лютого, вони прибули до міста Баїя в Бразилії. Дарвіна дуже захопила природа навколишніх земель. Він оглянув великі території навколо міста, описавши геологію та рельєф. Зокрема ним було продовжено розпочаті Гумбольдтом під час своєї подорожі до Південної Америки дослідження сієнітових порід, які були «вкриті чорною речовиною і наче до блиску натерті графітом». Не міг Дарвін не оглянути місцевих тварин та рослин. Провів значні спостереження за рибою-їжаком (Diodon antennatus) і визначив, що ця маленька рибка, коли потрапляє до шлунку акули, може проїсти його стінки та навіть бік хижої тварини, при цьому вбиваючи її. 18 березня корабель «Бігль» відплив з Салвадору, продовживши навколосвітню подорож.

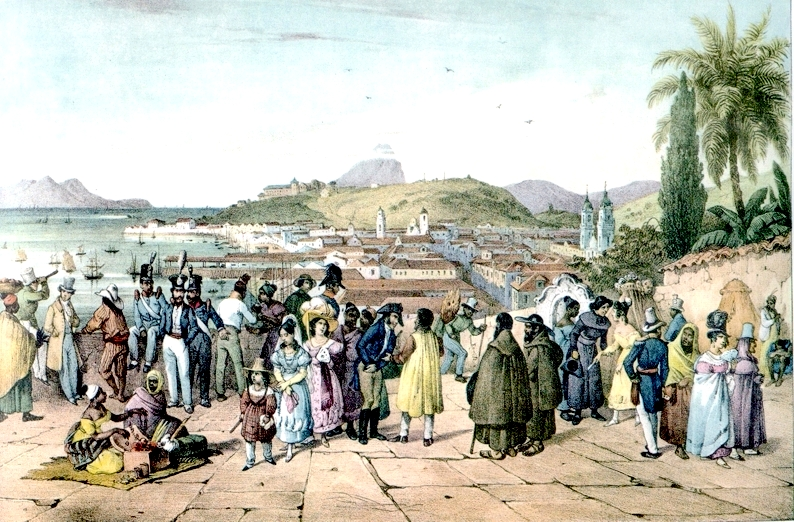
Ріо-де-Жанейро, XIX століття

З 27 по 30 березня корабель вів картографічні знімання біля островів Аброльйос, розташованих біля узбережжя материка. Увагу Дарвіна привернула червонувата морська вода, на поверхні якої було розкидане ніби сіно. Провівши певні дослідження, він дійшов думки, що вона мала такий колір та вигляд через вміст в ній циліндричних зелених водоростей, яких відносили до родини Confervae. Це явище в моряків мало назву «морської стружки». 4 квітня експедиція прибула до міста Ріо-де-Жанейро, де в навколишніх водах проводили зйомки. Через кілька днів, а саме 8 квітня, Дарвіна запросили відвідати маєток одного англійця, який жив на північ від мису Фріо. Дорогою вчений оглянув невеликі озера-лагуни на березі океану, в яких він знайшов кілька різних видів молюсків, як морських, так і прісноводних. 13 квітня група прибула до маєтку Сосего сеньйора Мануела Фігіреда, родича одного з учасників експедиції. Тут Дарвін мав змогу зібрати невелику колекцію лісових комах. Після повернення до Ріо, 23 квітня, вчений оселився в котеджі на березі затоки Ботафогу, де вів дослідження та спостереження за навколишньою природою. Зокрема він провів тривалі спостереження за наземними планаріями й довів, що вони не є одними з кишкових паразитичних червів, до яких їх відносив Кюв'є.
За час перебування в котеджі на околиці Ріо-де-Жанейро, Дарвін проводив спостереження за місцевими тваринами — раканями, комахами (в тому числі світляками Lampyridae), морськими тваринами (медузами, нереїдами, гідроїдними роду Clytia, піросомами). Кілька разів він здійснював невеликі екскурсії навколишніми землями, бував в місцевому ботанічному саду, здійснив похід до гори Гавія, де описував різних комах — жуків, метеликів, личинок, павуків.

### Уругвай (перша подорож)
5 липня 1832 року корабель вийшов із гавані Ріо-де-Жанейро й направився на південь, до Ла-Плати. 26 липня «Бігль» кинув якір у порту Монтевідео, столиці Уругваю. Наступні два роки експедиція вела картографічну зйомку біля східних і найпівденніших берегів Південної Америки на південь від Ла-Плати. Перші 10 тижнів Дарвін мешкав у Мальдонадо, що на схід від Монтевідео. За цей час зібрав велику колекцію ссавців, птахів (80 видів) і плазунів (зокрема 9 видів змій). Вчений проводив низку екскурсій околицями — до річки Поланко (ісп. Polanco), що за 70 миль на північ, у селище Лас-Мінас, погорбовану місцевість Сьєрра-де-лас-Анімас та селище Пан-де-Асукар. Натураліст описував і досліджував різних тварин, зокрема нанду Дарвіна, дельфінів, названих на честь капітана «Бігля» Delphinus fitzroyi, оленів Cervus campestris, чимало гризунів (зокрема найбільшого сучасного гризуна — капібару велику). Після першого візиту до Уругваю вся експедиція на «Біглі» відплила на південь до архіпелагу Вогняна Земля.

### Вогняна Земля

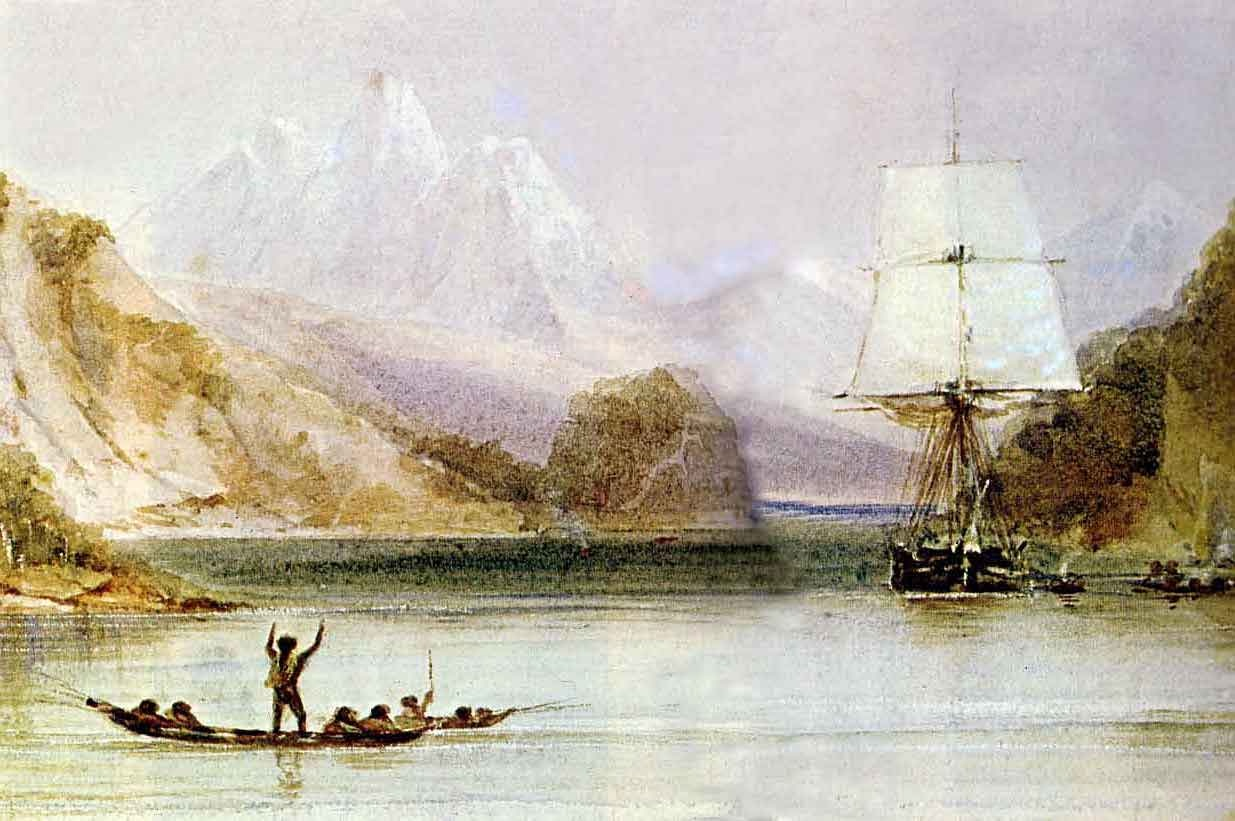
Біля Вогняної Землі

17 грудня 1832 року експедиція досягла Вогняної Землі. Обігнувши мис Сан-Дієго, корабель вийшов у протоку Ле-Мер і кинув якір у бухті Доброго Успіху. Членів експедиції зустріли тубільці — вогнеземельці. На борту корабля були також вогнеземельці, яких капітан Фіцрой взяв у попередньому плаванні в 1826—1830 роках на кораблях «Едвенчер» і «Бігль», а тепер хотіли повернути на батьківщину. З наступного дня Дарвін почав огляд острова, описав його, дослідив букові ліси. 21 грудня «Бігль» знявся з якоря та, пропливши мимо островів Барневельт і мису Обману, досяг мису Горн, найпівденнішої точки Південної Америки. Через негоду експедиція пробула тут 6 днів і тільки 30 грудня рушила на захід. Через сильні шторми дістатися островів було складно, тому лише 15 січня 1833 року залишивши корабель, і 24 січня на 4 шлюпках капітан зміг дістатись до Вогняної Землі. Повернення до «Бігля» відбулося через протоку Бігля, де заодно було проведено зйомку місцевості. За весь час перебування на островах Дарвін виконав низку цікавих для науки спостережень за вогнеземельцями, описав їхню зовнішність, поведінку та історію.

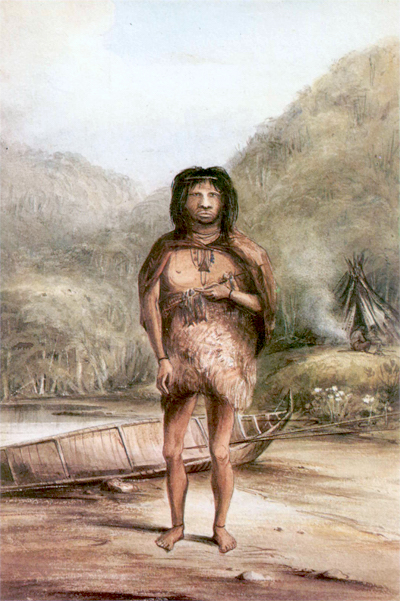
Вогнеземелець

28 квітня 1833 року «Бігль» повернувся до Мальдонадо (Уругвай). Удруге на Вогняну Землю експедиція повернулась 2 лютого 1834 року і пробула тут до 5 березня.

### Аргентина (Ла-Плата)
24 липня 1833 року «Бігль» відплив з Мальдонадо й 3 серпня став на рейд проти гирла річки Ріо-Негро. Ось як описує це місце Чарлз Дарвін:
| Це найбільша річка на всьому протязі від Ла-Плати до Магелланової протоки. Вона впадає в море миль за триста на південь від естуарію Ла-Плати. Близько п'ятдесяти років тому, ще при іспанському правлінні, тут було засновано невелику колонію; на східному узбережжі Америки це досі найпівденніше місце, де мешкають цивілізовані люди. |

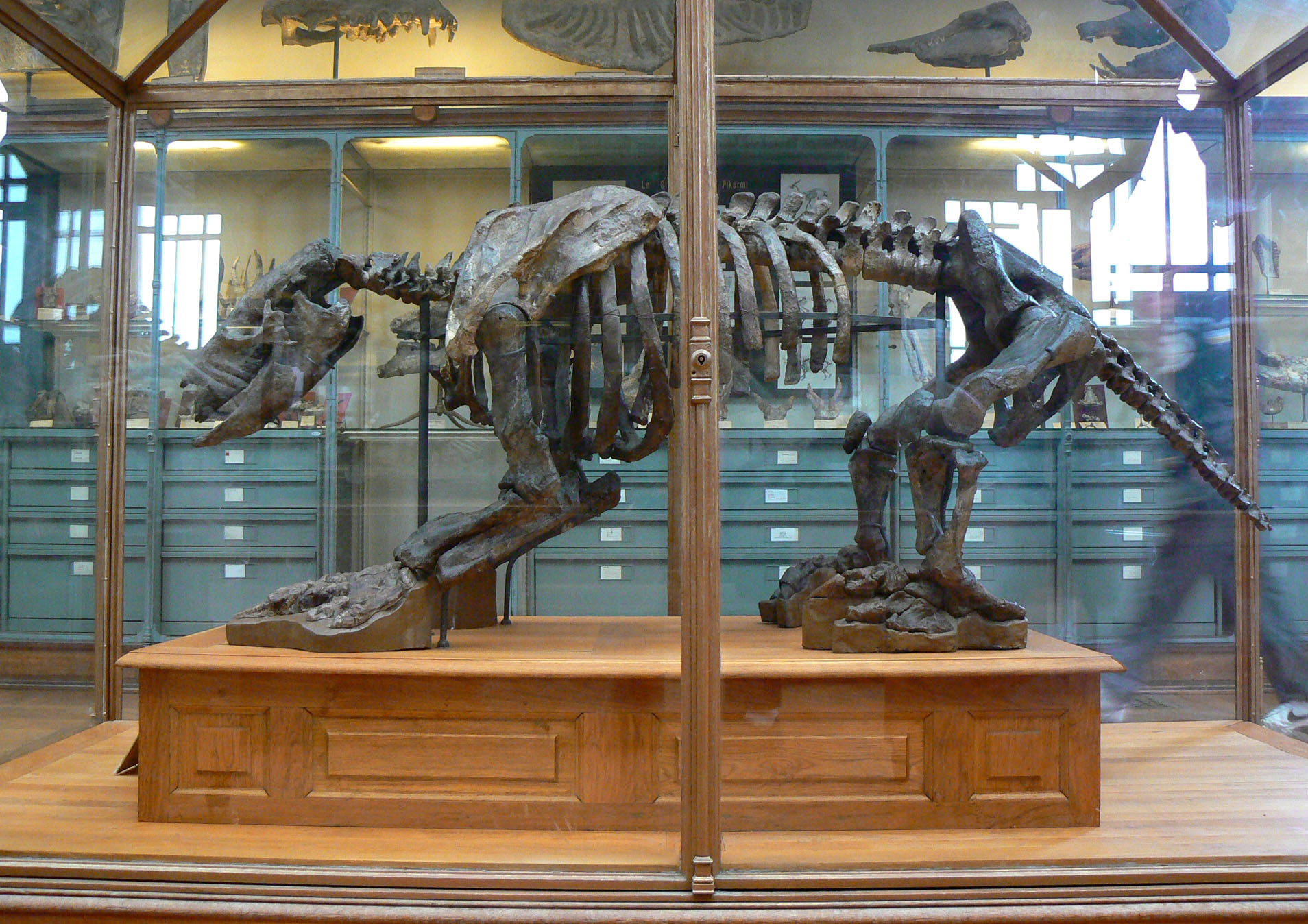
Знайдений Дарвіном скелет Scelidotherium, Париж

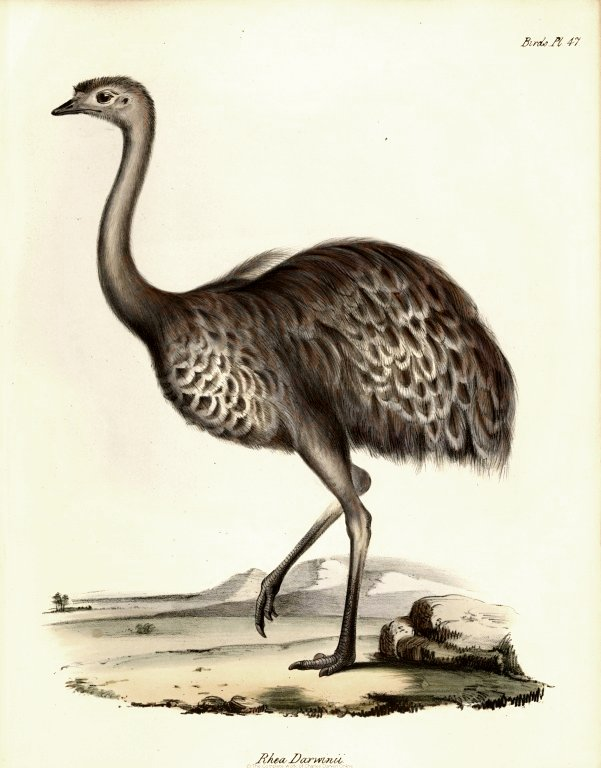
Нанду Дарвіна (Pterocnemia pennata)

З початку прибуття, Дарвін оглянув та описав навколишні землі, вивчив їхню геологію, відвідав селище Кармен-де-Патагонес вгору по річці, де були зруйновані під час нападів індіанців будівлі. Це його зацікавило, і він від мешканців, які лишилися живими, став збирати відомості про цей напад і про індіанців. Також його увагу привернули солоні озера салінес за 28 км від поселення. Він дослідив їхню флору та фауну, описав кілька видів водоростей і ракоподібних, що мешкали там. 10 серпня Дарвін вирішив провести екскурсійний похід на конях до міста Баїя-Бланка, розташованого між Буенос-Айресом і гирлом річки Ріо-Негро. За час екскурсії вчений зібрав чимало інформації про місцевих тварин і рослин, зокрема про гуанако, агуті Cavia patagonica, сову Athene cunicularia.
24 серпня «Бігль» прибув до Баїя-Бланки і через тиждень відплив на північ до Ла-Плати. Дарвін лишився на суходолі і вирішив проїхати цей шлях до Буенос-Айреса на конях. Дорогою вчений описував навколишні території, їхній рельєф, флору та фауну, в тому числі південноамериканського нанду Дарвіна та багатьох інших видів птахів. В Пунта-Альті він дослідив тектонічний розріз із численними залишками велетенських тварин і знайшов декілька скелетів — мегатерія (Megatherium), мегалонікса (Megalonyx), сцелідотерія (Scelidotherium), мілодона (Mylodon darwinii), макраухенії (Macrauchenia), токсодона (Toxodon darwinii). На шляху до столиці Аргентини Дарвін перетнув гірський масив Сьєрра-де-ла-Вентана і річки Ріо-Саусе, Ріо-Тапальгуен та Ріо-Саладо. 20 вересня він прибув до Буенос-Айреса, в якому провів тиждень, і 27 вересня вирушив на північний захід до міста Сант-Фе.
| Сам Буенос-Айрес — велике місто, і, я думаю, одне з найправильніше збудованих міст у світі. Кожна вулиця йде під прямим кутом до тієї, яку вона перетинає, а паралельні вулиці розташовані через однакові проміжки, й будинки утворюють суцільні прямокутні квартали однакових розмірів, так звані куадри... |
Після Буенос-Айреса, 28 вересня, Дарвін прибув до містечка Лухан, потім минув Ареко. В пампасах натураліст спостерігав за місцевими тваринами, зокрема віскашею. 30 вересня Дарвін виїхав до річки Парана, а 3 жовтня дістався Санта-Фе. Через невелику хворобу він два дні пролежав у ліжку. 5 жовтня натураліст переправився через Парану в Санта-Фе-Бахаду, де пробув 5 днів. Тут Дарвін зайнявся розкопками давніх залишків велетенських тварин — схожого на броненосця гліптодона (Glyptodon clavipes) та вимерлого коня (Equus curvidens). 12 жовтня вчений через хворобу був вимушений відплити річкою Парана назад до Буенос-Айреса, куди прибув 20 жовтня, але від гирла річки до міста заради швидкості він пройшов цей шлях на конях. При прибутті Дарвіна не хотіли спочатку пускати до Буенос-Айреса через революцію, яку влаштували прибічники генерала Росаса проти губернатора Балькарсе. Завдяки дружбі з генералом вченого все ж таки пропустили.

### Уругвай (друга подорож)

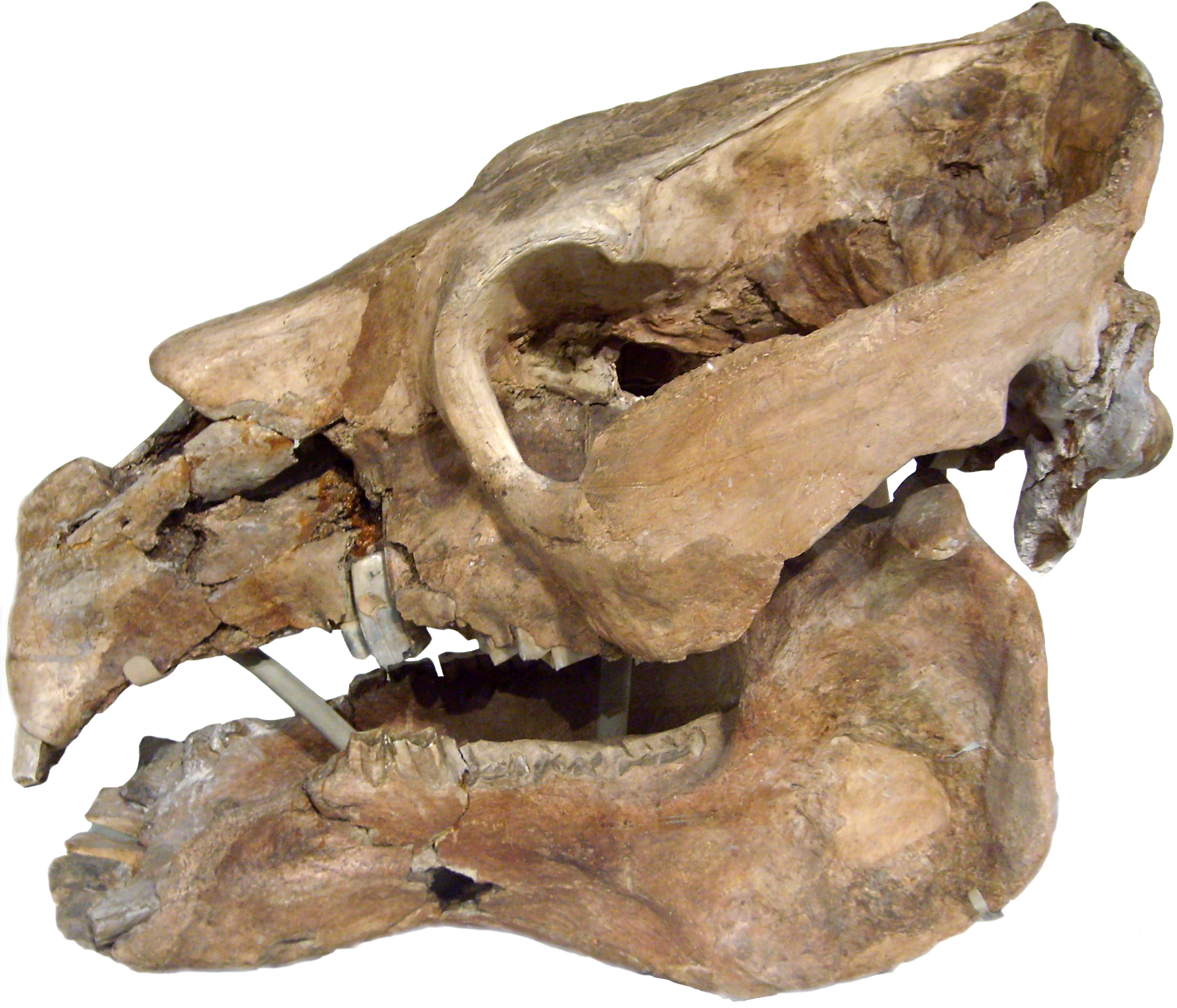
Череп токсодона

Після затримки на два тижні в Буенос-Айресі, Дарвін відплив на поштовому судні до Монтевідео, столиці Уругваю. «Бігль» стояв там на якорі. Скориставшись його затримкою, вчений спланував собі ще одну екскурсію по країні. 14 листопада він виїхав до Колонія-дель-Сакраменто, містечка на північному березі Ла-Плати, навпроти Буенос-Айреса. Переїзд розтягся на 3 дні, і 17 листопада Дарвін був на місці. Тут він спостерігав за биками дуже рідкісної породи, яких в Уругваї та Аргентині називають ньята. Вони були дуже схожі на вимерлих в Індії жуйних тварин — сиватерій, тому череп, який натураліст знайшов, був дуже цінним. 19 листопада екскурсія прибула до містечка Лас-Векас, розташованого в гирлі річки Уругвай. Звідси вони направилися на північ, до міста Мерседес на річці Ріо-Негро, притоці Уругваю. Пробувши там кілька днів, екскурсія повернула назад до Монтевідео, але вже по прямій. По дорозі Дарвін заїхав до одного ранчо, де придбав у господаря череп вимерлої тварини токсодона. 28 листопада вчений прибув до Монтевідео, звідки 6 грудня на кораблі «Бігль» відплив на південь, до Патагонії.

### Аргентина (Патагонія)
Дорогою до Патагонії Дарвін досліджував комах, які знаходились в повітрі над морем, або ж у самій воді далеко від берега, та членистоногих, особливо ракоподібних. 23 грудня експедиція прибула до бухти Бажання (на південь від сучасного міста Комодоро-Рівадавія), де були руїни старого іспанського поселення. Зійшовши на берег, Дарвін став досліджувати місцеву флору та фауну. Його увагу привернули комахи, плазуни та птахи, а також гуанако. Описавши геологію та рельєф Патагонії, вчений дійшов думки про особливу історію цього краю. 9 січня 1834 року «Бігль» кинув якір у бухті Сан-Хуліан, що за 210 км на південь. Тут Дарвін дослідив різноманіття комах на солоних озерах-лагунах. Також було знайдено скелет вимерлої тварини — макраухенії (Macrauchenia patagonica). Пробувши в бухті 8 днів, експедиція рушила далі на південний схід, до Фолклендських островів.

### Фолклендські острови

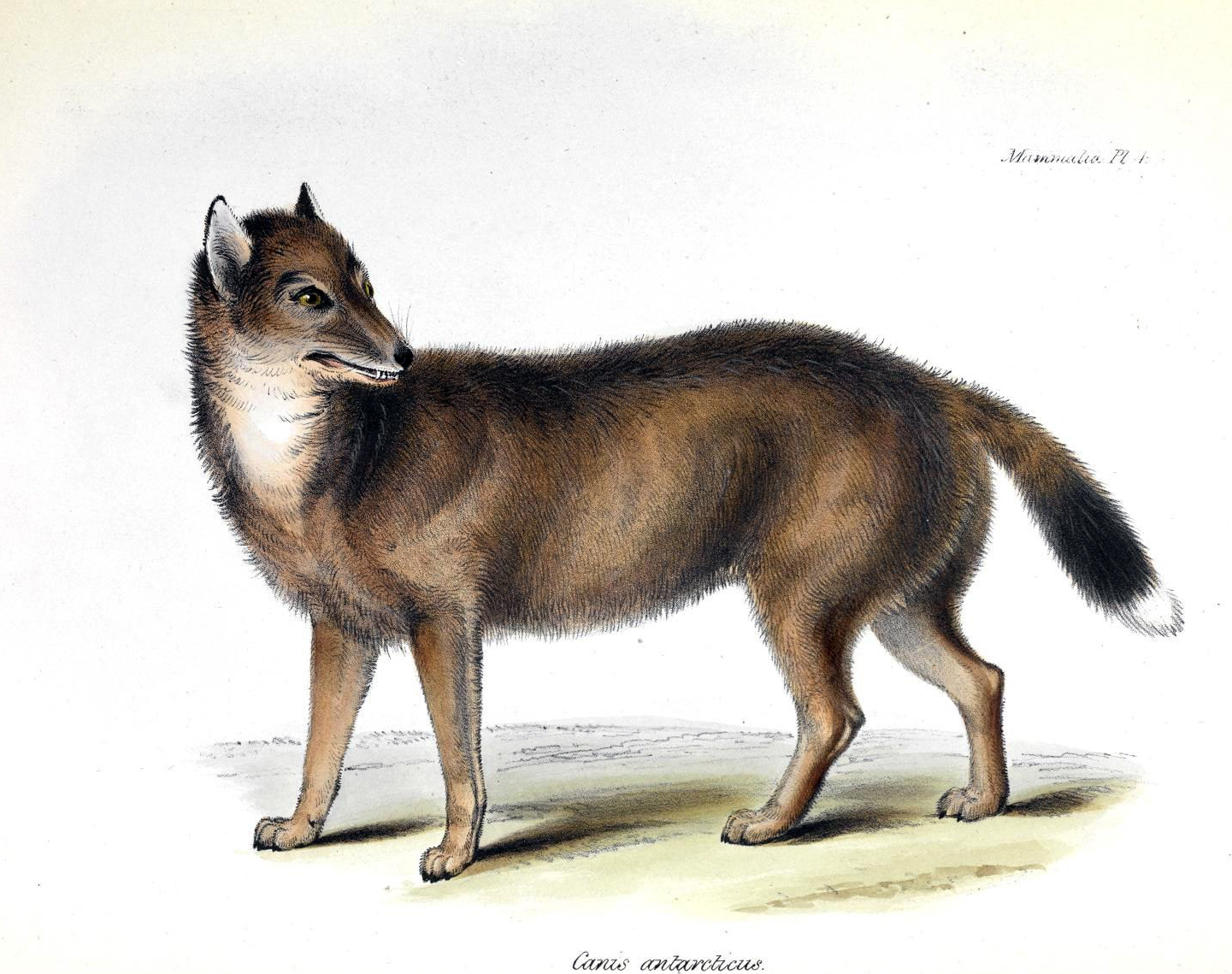
Фолклендський вовк

1 березня 1833 року та 16 березня 1834 року «Бігль» ставав на якір у затоці Барклі, що біля острова Східний Фолкленд. Саме з другою поїздкою на кораблі був присутній Дарвін. З двома аргентинцями вчений здійснив невелику екскурсію на конях по острову. Під час неї він дослідив його геологію та рельєф, описав бідний світ флори та фауни. На острові натураліст зустрів табун диких коней, 1764 року завезених сюди французами, та стада корів. Серед ендеміків було описано фолклендського вовка та кілька видів птахів — південна каракара (Caracara plancus), пінгвін Aptenodytes demersa, гуси: Anas magellanica, Anas brachyptera та Anas antarctica. Дарвін спостерігав і за «коралінами» — морськими коралоподібними тваринами (переважно гідроїдними та мохуватками), яких він відносив до нині застарілих родів Flustra, Eschara, Cellaria і Crisisa. 6 квітня «Бігль» відплив на захід, до річки Санта-Крус.

### Аргентина (Санта-Крус)
13 квітня корабель кинув якір у гирлі річки Санта-Крус. Капітан Фіцрой вирішив пройти річкою вверх стільки, скільки дозволить час. До цього це робив тільки капітан Стокс, який у цій експедиції обіймав посаду помічника. Підніматись вверх по річці проти течії було дуже складно, тому корабель лишився в бухті, а подорож продовжили на трьох шлюпках. Почалась вона 19 квітня й тривала 3 тижні. По дорозі до витоків Санта-Крус Дарвін описував і досліджував геологію Патагонії. 5 травня капітан Фіцрой вирішив повертатись назад, пройшовши при цьому 270 км (загальна довжина річки 365 км). 8 травня експедиція повернулась до «Бігля».

### Чилі

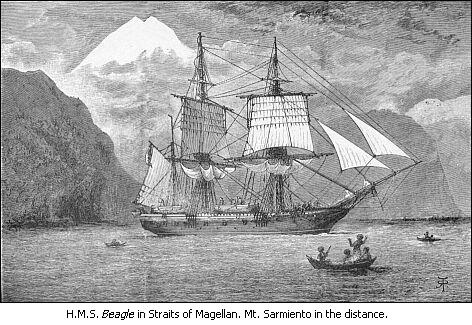
«Бігль» у протоці Магеллана

В кінці травня 1834 року «Бігль» зі сходу зайшов в Магелланову протоку. Біля мису Грегорі експедиція зустріла патагонців, народ який мав досить великий зріст. Дарвін описав їх та їхній побут, навіть хотів узяти трьох із собою. 1 червня експедиція прибула до бухти Голоду, де вчений описав рельєф навколишніх берегів, місцеву флору та фауну. Серед рослин Дарвін дослідив місцеві вічнозелені букові ліси, серед тварин — мишеподібних гризунів, туко-туко, тюленів та інших звірів, а також птахів. 8 червня «Бігль» відплив далі Магеллановою протокою, але останню ділянку Фіцрой вирішив пройти нововідкритим каналом Магдалени в південно-західному напрямку. 10 червня експедиція вийшла в Тихий океан і 28 червня досягла острова Чилое. Звідси почались картографічні знімання західного узбережжя Південної Америки від півострова Трес-Монтес на півдні до міста Кальяо (Перу) на півночі, архіпелагів Чилое та Чонос.
23 липня «Бігль» кинув якір у порту міста Вальпараїсо, головному порту Чилі. Тут експедиція могла спостерігати за горою Аконкагуа, найвищою точкою Південної Америки:
| Ця неправильна конічна громада піднімається вище за Чимборасо; згідно з вимірами, виконаними офіцерами на «Біглі», висота її не менше 23 000 футів. Взагалі, Кордильєри, що оглядаються звідси, більшою частиною своєї краси зобов'язані особливостям тутешнього повітря. Коли сонце заходило в Тихий океан, чудесно було спостерігати, як чітко вирисовувались їхні суворі обриси і як різноманітні й ніжні при цьому були їхні відтінки. |
14 серпня Дарвін провів екскурсію на конях, щоб геологічно дослідити підніжжя Анд, які не були вкриті снігом. 15 серпня вчений відвідав долину Кільйота, 17 серпня — піднявся на гору Кампана, 19 серпня прибув до містечка Хахуель, де пробув тиждень. 26 серпня Дарвін провів екскурсію в закриту долину Гітрон, звідки дістався столиці Чилі — Сантьяго. В цьому місті він пробув тиждень і 6 серпня прибув до Ранкагуа, 13 серпня — в Ріо-Кларо, звідки повернули на місто Сан-Фернандо. 27 серпня вчений вернувся до міста Вальпараїсо і через хворобу пробув там до кінця жовтня. Під час екскурсій по центральному Чилі Дарвін проводив цінні для науки спостереження за рельєфом, геологією та кліматом місцевості. Меншу увагу він приділяв флорі та фауні.

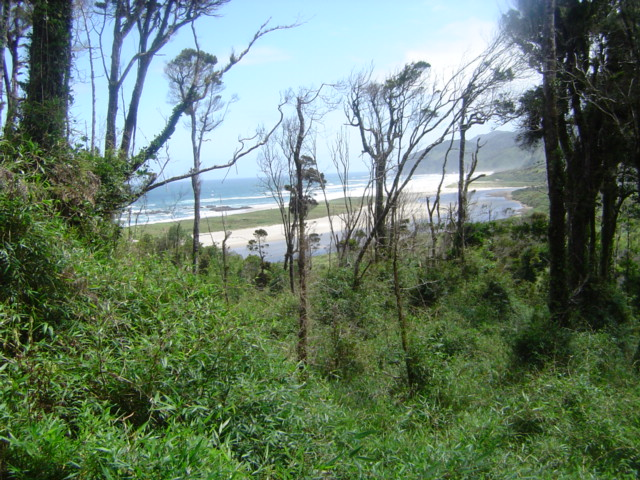
Вальдивійські ліси острова Чилое

10 листопада «Бігль» відплив на південь для картографічного знімання і 21 листопада прибув до міста Сан-Карлос, головного міста острова Чилое. 24 листопада дві шлюпки під командуванням Салівена були направлені для знімання східного узбережжя, сам «Бігль» займався зйомкою західного та південного берегів острова, Дарвін пройшов острів на конях спочатку до північного краю, а 30 листопада прибув на схід, де зустрівся з усією експедицією. 1 грудня корабель відплив до острова Лемуй, потім до острова Сан-Педро. 10 грудня «Бігль» направився на південь і 13 грудня досягнув архіпелагу Чонос. Пробувши там до 18 грудня корабель повернув на південь і 30 грудня досягли півострова Трес-Монтес. 7 січня 1835 року експедиція повернулась до архіпелагу Чонос, де пробула тиждень. Дарвін займався описом та дослідженням геології островів, при цьому не виключаючи дослідження флори та фауни. Було описано багато рослин, які утворюють ліси на островах — астелія (Astelia), донатія (Donatia), мирт (Myrtus), водяниця (Empetrum), ситник (Juncus), серед тварин — калан, миша, гризуни нутрія і капібара, птахи чеукау, буревісники та підкоришники.
15 січня «Бігль» вийшов із гавані Лоу, що на півночі архіпелагу Чонос, і через 3 дні кинув якір удруге в бухті порту Сан-Карлос на острові Чилое. 19 січня експедиція спостерігала виверження вулкана Осорно, яке збіглося з виверженням Аконкагуа та Косігуїни. Це Дарвіна дуже зацікавило, адже вулкан Косігуїна не вивергався 26 років, а Аконкагуа взагалі проявляв активність дуже рідко. Капітан Фіцрой проводив знімання уздовж західного берега острова, а Дарвін перетнув його зі сходу в меридіональному напрямку. На шляху він завітав до озер Кукао та до поселень індіанців. 4 лютого «Бігль» відплив від Чилое на північ і 8 лютого прибув у Вальдивію. 11 лютого Дарвін провів невелику екскурсію околицями, 20 лютого став свідком землетрусу, найсильнішого в цьому місті за всю його історію. 4 березня експедиція прибула до порту Талькауано міста Консепсьйон, де після землетрусу залишилися тільки руїни. Пробувши тут 3 дні, корабель відплив до Вальпараїсо, і 11 березня кинув якір в його порту. Дарвін від'їхав до Сантьяго, звідки мав намір провести похід через Анди до аргентинського міста Мендоса.

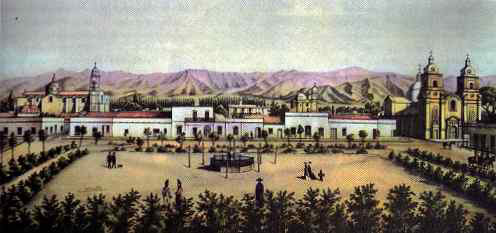
Місто Мендоса XIX століття

18 березня екскурсія вийшла в бік перевалу Портільйо. Дорогою Дарвін вів записи з досліджень геології навколишніх гір. 23 березня вчений перетнув перевал й почав спуск крутим східним схилом Анд. 27 березня екскурсія дісталась міста Мендоса, а 29 березня повернула назад, але вже через перевал Успальята, що знаходився трохи північніше. 1 квітня Дарвін перейшов перевалом, 4 квітня досягнув Моста Інків і 10 квітня прибув назад до Сантьяго. Через кілька днів він повернувся до Вальпараїсо, де зустрівся з кораблем «Бігль».
27 квітня Дарвін організував нову екскурсію на північ країни, а саме за маршрутом Вальпараїсо — Кокімбо — Гуаско — Копіапо. Саме в Копіапо його мав забрати капітан Фіцрой, і звідти направитись на північ до Галапагоських островів. Спочатку подорож проходила уздовж тихоокеанського узбережжя, але потім повернула вглиб Чилі, перетинаючи долини багатьох річок. 14 травня Дарвін дістався до Кокімбо, де описав геологію місцевих терас, складених із залишків древніх молюсків. 2 червня екскурсія досягла Гуаско, де пройшли пустельними рівнинами і стали свідками ще одного землетрусу, а 22 червня — Копіапо. Оскільки «Бігль» ще не прибув до порту, Дарвін провів невелику подорож до Анд, і 1 липня повернувся назад. 4 липня прибув корабель, який наступного дня відплив з Копіапо.

### Через Тихий океан
12 липня експедиція прибула до перуанського міста Ікіке, де Дарвін оглянув навколишні землі. 19 липня «Бігль» прибув до Кальяо, головного порту країни, розташованого поблизу столиці — Ліми. Зробивши екскурсію околицями, Дарвін уперше побачив і описав таке явище, як Ель-Ніньйо. Пробувши в Перу до початку вересня, експедиція 7 вересня рушила на північний захід до Галапагоських островів.

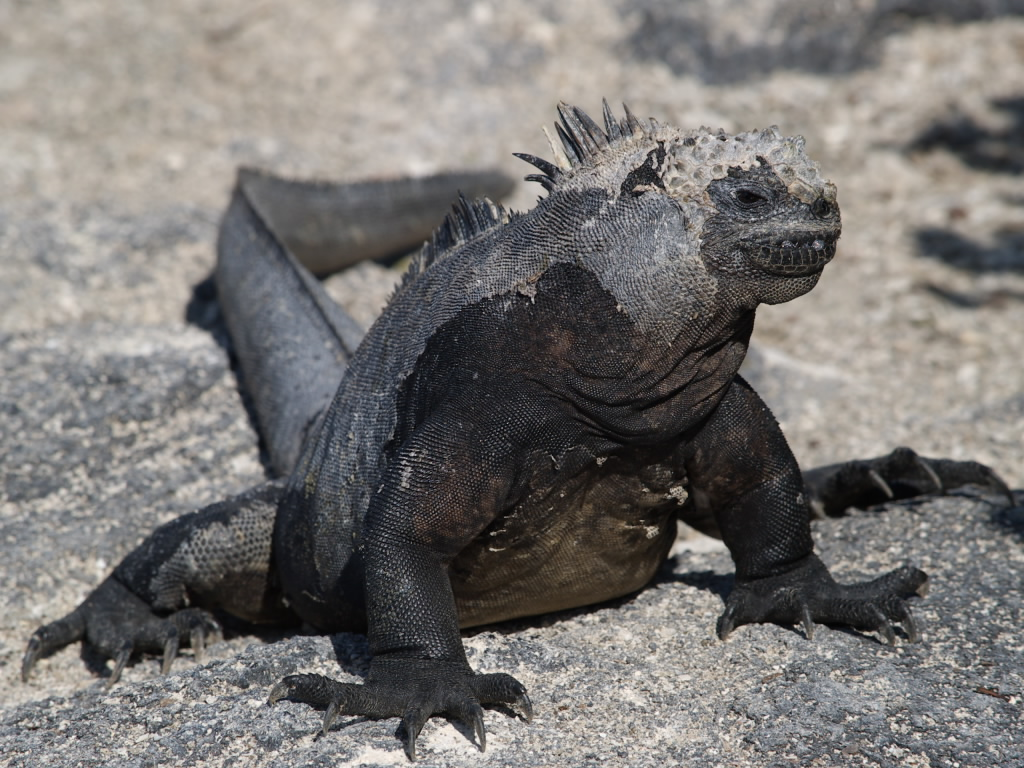
Морська ігуана

З 15 вересня до 20 жовтня «Бігль» простояв на Галапагоських островах, провівши тут картографічні зйомки. Дарвін досліджував геологію та біологію островів. 17 вересня він висадився на острові Чатем (Сан-Кристобаль), де описав місцеву флору, зокрема його зацікавив один чагарник родини молочайних. 23 вересня Дарвін побував на острові Чарлз (Флореана). 29 вересня корабель проплив поряд із найбільшим островом Альбемарл (Ісабела) і потрапив в бурю між ним та островом Нарборо (Фернандіна). 8 жовтня експедиція прибула на острів Джеймс (Сантьяґо), названий разом з островом Чарлз за іменами англійських королів із династії Стюартів. Провівши численні дослідження місцевої флори та фауни, Дарвін описав її та зібрав досить велику колекцію тварин і рослин. Серед ссавців він виділив мишу, серед птахів зібрав 26 екземплярів, особливо каракара та сплюшка. Дарвін дослідив різноманітну групу пов'язаних птахів, поширених на островах, яких він назвав «зябликами» за аналогією з європейською групою. Завдяки ним учений довів, що різноманітність тваринних форм залежить насамперед від їхнього місця проживання — трансмутація видів. Серед плазунів-ендеміків він виділив ігуан роду Amblyfhynchus, які, на відміну від інших представників роду, могли плавати у морі. Зібравши майже повну колекцію місцевих комах, Дарвін дійшов висновку, що не бачив біднішої на цих тварин місцевості у світі.
Таблиця кількості видів тварин на Галапагоських островах:
| Острів    | Всі види | Загальні види | Ендеміки островів | Ендеміки даного острова |
| --------- | -------- | ------------- | ----------------- | ----------------------- |
| Джеймс    | 71       | 33            | 38                | 30                      |
| Альбемарл | 46       | 18            | 26                | 22                      |
| Чатем     | 32       | 16            | 16                | 12                      |
| Чарлз     | 68       | 39            | 29                | 21                      |

Закінчивши зйомку Галапагоських островів, «Бігль» направився на захід, до острова Таїті. Перетнувши острови Туамоту, експедиція прибула на Таїті 15 листопада. Дарвін мав можливість вивчити геологію коралових островів та рифів, що послужило матеріалом для написання його книги «Будова та розподіл коралових рифів». 22 листопада вчений мав можливість побувати в столиці Французької Полінезії — Папеете. Після зустрічі з таїтянським парламентом, капітан Фіцрой запросив на корабель таїтянську королеву Помаре, яка відвідала його 25 листопада.
| Цікавий факт. Вожді Таїті запросили капітана Фіцроя до своєї резиденції. Вони розпитували його про міжнародні звичаї та закони, що стосуються використання кораблів та щодо іноземців. За деякими пунктами зразу ж видавалися відповідні закони для Таїті. |
Наступного дня, 26 листопада, «Бігль» відчалив з Папеете і направився до Нової Зеландії, куди прибув тільки 21 грудня. Корабель кинув якір в бухті Айлендс, що на півночі Північного острова. Дарвін мав можливість вивчити геологію острова та його рельєф. Він дослідив невеликі пагорби, які аборигени маорі використовували як укріплення і називали їх па. Вчений провів екскурсію по острову до містечка Уаїмате, потім піднявся вверх по річці Кауа-Кауа й пройшов до селища Уаїоміо, де він описав незвичні скелі. 30 грудня експедиція вийшла з бухти Айлендс і направилась до Австралії.

### Австралія

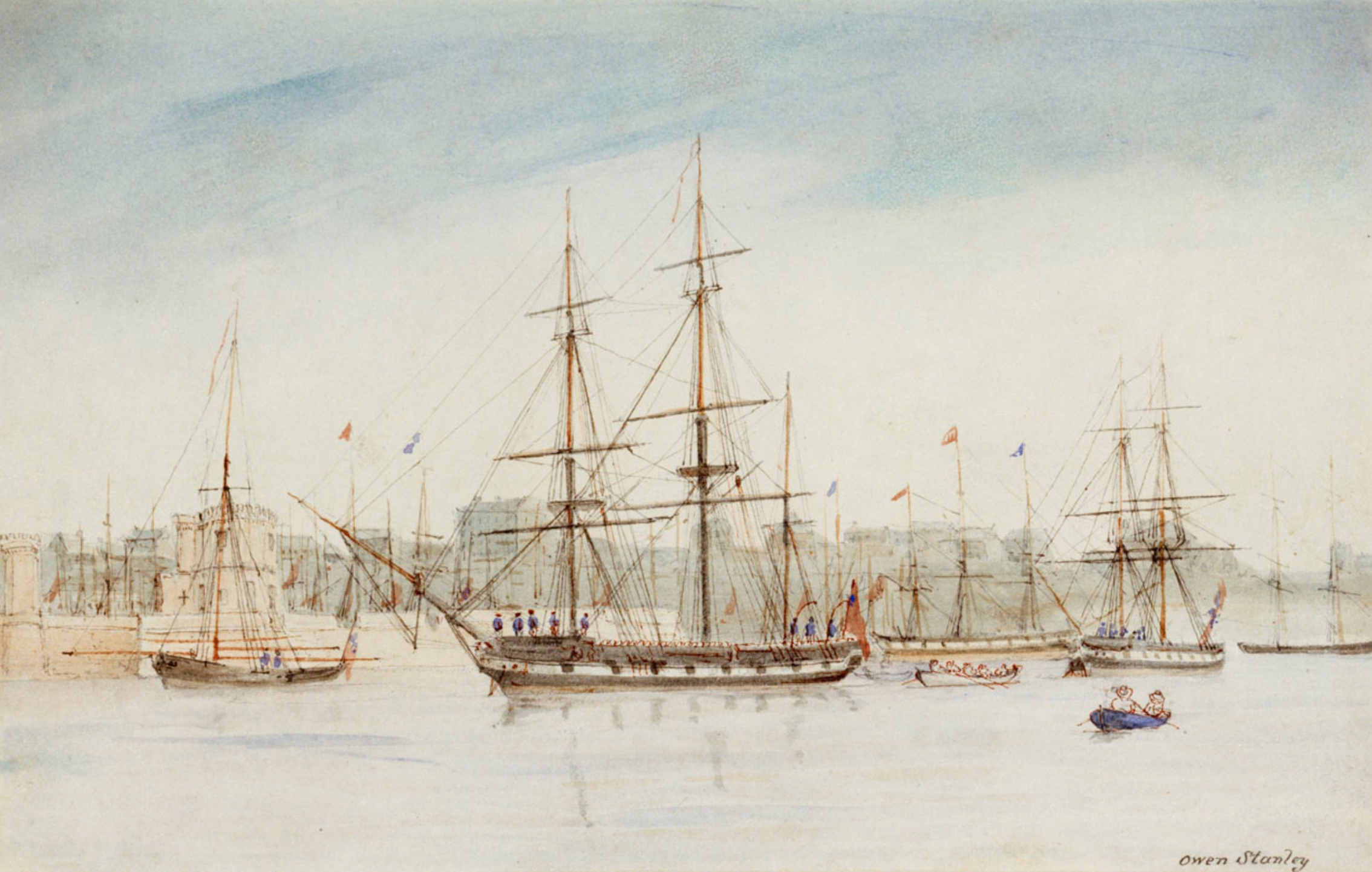
«Бігль» в Сіднеї

21 січня 1836 року корабель «Бігль» прибув в бухту Порт-Джексон, що в Сіднеї, Австралія. Дарвін одразу ж, ввечері дня прибуття, пройшовся містом та околицями. 16 січня він організував екскурсію на захід до Батерста, і вже через день він був біля підніжжя Блакитних гір. По дорозі він заїжджав в декілька ферм, спостерігав за місцевою фауною. Вона вразила його своєю дивовижністю та своєрідністю. Дарвін був у захваті від качкодзьобів та кенгуру. 22 січня він вирішив повернутись і 30 січня на кораблі відплив до Хобарта, що на острові Тасманія.
5 лютого експедиція прибула в бухту Сторм на Тасманії. Дарвін зібрав інформацію про туземців, про те як їх виселяли з рідного острова і переселяли на невеликий острів Фліндерс, що в Бассовій протоці. 7 лютого «Бігль» відплив на захід і 6 березня досягнув затоки Короля Георга, що на південно-західному краю материка. Пробувши там 8 днів, вчений дослідив залишки коралових рифів на суходолі. 14 березня корабель взяв курс на Кокосові острови в Індійському океані.

### Через Індійський океан
1 квітня експедиція досягнула Кокосових островів, розташованих за 1150 км на південний захід від берегів Суматри. Дарвін дослідив місцеву флору й дійшов висновку, що вся її занесли сюди хвилі з півночі, що вона складається всього з 20 видів дикорослих рослин, які відносяться до 19 різних родів 16 різних родин. Серед тварин, яких було ще менше, ніж рослин, учений описав завезених сюди щурів, декілька голенастих птахів, ящірку, 13 видів павуків, одного жука та кокосового краба (Birgos latro).
12 квітня «Бігль» вийшов із лагуни і направився на захід до острова Маврикій. 29 квітня експедиція досягла його північного мису. 1 травня Дарвін провів екскурсію по Маврикію, описавши геологію та рельєф цього вулканічного острова. Два дні він відпочивав в маєтку капітана Ллойда, який був відомий своїми картографічними зніманнями Панамського перешийка. 5 травня вчений разом із капітаном здійснили похід до Чорної річки, щоб оглянути підняті коралові породи. 9 травня «Бігль» покинув порт Порт-Луї й направився до мису Доброї Надії.

### Африка
31 травня експедиція «Бігля» прибула до південного краю Африки — мису Доброї Надії й зупинилася в бухті Саймонс, що біля Кейптауна. Наступного дня, 1 червня, Дарвін здійснив похід вглиб Південної Африки. Він оглянув навколишні території, але не досліджував флору чи фауну. У щоденнику та книзі «Подорож…» цей візит згадано так:
| 9 травня ми відплили з Порт-Луї, і, зайшовши на шляху на Мис Доброї Надії, 8 липня зупинились біля острова Святої Єлени. |
16 червня капітан Фіцрой вивів корабель з Південної Африки, і вже 8 липня експедиція досягла острова Святої Єлени. Дарвін провів низку екскурсій по острову та зробив декілька досліджень місцевої флори. Його увагу привернули ендемічні види молюсків, більшість яких були вимерлими. Було зібрано колекцію мушель із 16 видів, 7 з яких — ендеміки. Вчений звернув увагу і на місцевих птахів. 19 липня «Бігль» прибув на острів Вознесіння, на якому вчений знайшов чорних щурів, завезених сюди мореплавцями. 23 липня експедиція відчалила з острова і взяла курс на Бразилію, місто Баїя.

### Повернення
1 серпня Дарвін прибув до Бразилії й, пробувши там 4 дні, провів низку довгих прогулянок. 6 серпня «Бігль» вийшов із гавані Баїї й направився на північний схід до островів Кабо-Верде. Однак через бурю та зустрічні вітри, він мусив 12 серпня зайти в гавань міста Пернамбуку. Пробувши в Бразилії ще тиждень, експедиція 19 серпня все ж таки покинула береги Південної Америки.
21 серпня «Бігль» перетнув екватор і вже 31 серпня кинув якір у порту міста Прая, що на островах Зеленого мису. 4 вересня корабель вирушив на північ до Азорських островів, куди прибув тільки 20 вересня. Там експедиція провела 4 дні, після чого відплила на північ до Великої Британії. 2 жовтня «Бігль» прибув до містечка Фалмут, де Дарвін зійшов на берег, а корабель поплив далі, до Девонпорту.
З останніх слів Дарвіна, опублікованих у «Подорожі натураліста навколо світу на кораблі „Бігль“»:

| На кінець відзначу, що, на мій погляд, для молодого натураліста не може бути нічого кращого за мандрівку в дальні країни. Вона водночас і загострює, і частково заспокоює ту потребу й жагу, які, як відзначив сер Дж. Гершель, відчуває людина навіть тоді, коли у всіх фізичних потребах вона повністю задоволена. |

## Наслідки подорожі

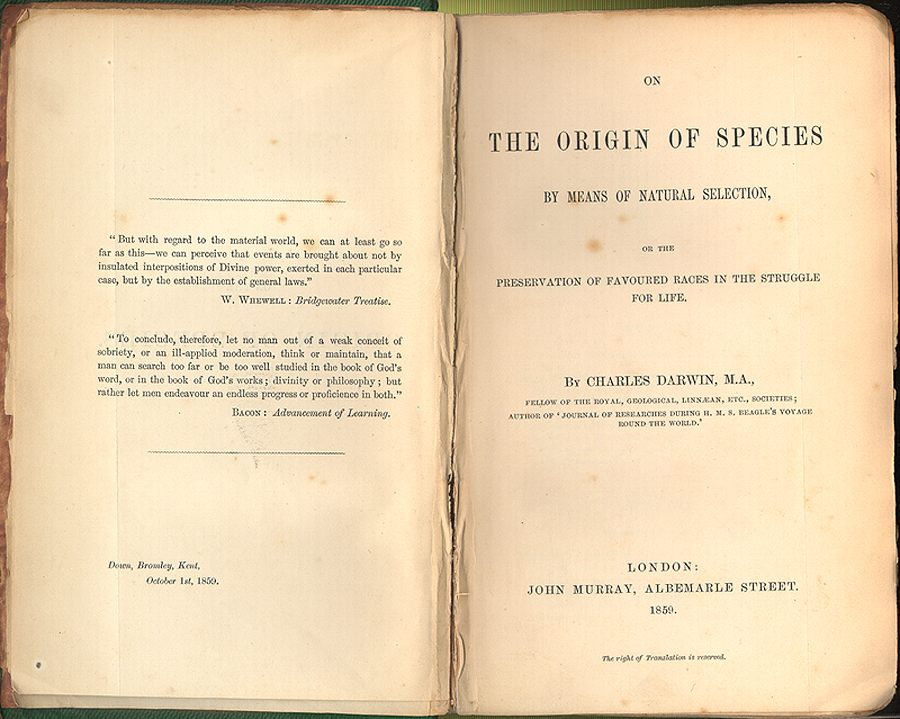
Титульна сторінка «Походження видів …», 1859 рік.

Величезний фактичний матеріал з геології та зоології, зібраний Дарвіном під час подорожі та надалі оброблений як ним самим, так і іншими дослідниками, ліг в основу низки капітальних творів:
- Зоологічні результати подорожі на «Біглі» (1839-1843) — 5 томів, під редакцією самого Дарвіна;
- геологічні результати подорожі, 3 томи:
  - Будова та розподіл коралових рифів (1842),
  - Геологічні спостереження над вулканічними островами (1844),
  - Геологічні спостереження в Південній Америці (1846);
- монографія про сучасних викопних вусоногих раків, 4 томи (1851—1854);
- велика кількість статей із геології, зоології та інших питань, опублікованих у журналах (1837—1858);
- Подорож натураліста навколо світу на кораблі «Бігль» (1839) — вперше була перекладена на російську мову в 1871 році Є. Бекетовою;
- Автобіографія;
- Походження видів (1859).

Далі подана цитата з книги «Походження видів»:
| «Подорожуючи на кораблі "Бігль" як натураліст, я був вражений деякими фактами, що стосувались розподілу органічних істот в Південній Америці, та геологічним відношенням між минулими та сучасними мешканцями цього континенту. Факти ці... освітлюють деякою мірою походження видів — цю таємницю із таємниць... |
Однак великий результат подорожі Дарвіна став відомий світові тільки через 23 роки після повернення вченого на батьківщину, 1859 року, коли вийшло його «Походження видів». Досить великого значення набули скам'янілі рештки викопних тварин, знайдені Дарвіном. Нині вони експонуються у великих музеях Європи та США і мають цінне наукове значення.